# Осада Намюра (1792)
Осада Намюра (фр. Siège de Namur) — одно из сражений французских революционных войн, длившееся с 19 ноября по 1 декабря 1792 года.
Во время революционных войн город Намюр приобрёл большое стратегическое значение. Он являлся ключевым узлом обороны левого крыла нидерландской армии, через которое осуществлялась связь с Люксембургом. В свою очередь Люксембург служил центром обороны правого крыла армии, действовавшей между Мозелем и Средним Рейном.
После битвы при Жемаппе французский генерал Жан-Батист Валанс разделил свои силы: 15 тысяч человек из победившей армии были отправлены на осаду Антверпена; остальные, 35 тысяч человек, направились к Маасу. Один отряд вошел в Льеж 28 ноября 1792 года под радостные возгласы жителей; остальные предприняли осаду города Намюр.
Три французские бригады расположились лагерем вокруг Намюра в ожидании прибытия артиллерии из Живе. Гарнизон Намюра, в то время слабо укреплённого, целиком перешёл в крепость. Вскоре французы начали её осаду. 21 ноября они захватили Нижний город. Но австрийцы укрепились в цитадели. Там находились 2300 австрийских солдат и имелись большие запасы провианта и боеприпасов. 27 ноября по приказу Валанса перед цитаделью были начаты работы по установке осадных мортир. Вскоре началась мощная бомбардировка. Уже в ночь на 1 декабря был взят штурмом форт Виллет. А 2 декабря солдаты гарнизона сложили оружие и французы полностью овладели крепостью.